# Plebanki
Plebanki – wieś w Polsce położona w województwie wielkopolskim, w powiecie kolskim, w gminie Osiek Mały.
We wsi był przystanek kolejowy Plebanki.
W latach 1975–1998 miejscowość należała administracyjnie do województwa konińskiego.